# يك لانغ (مقاطعة اشتهارد)
يك لانغ (بالإنجليزية: Mazraeh-ye Yek Lang)‏ هي مستوطنة تقع في قسم بلنغ آباد الريفي (مقاطعة اشتهارد) في إيران.